# Біликівська сільська рада (Миргородський район)
Біликі́вська сільська́ ра́да — колишній орган місцевого самоврядування у Миргородському районі Полтавської області з центром у селі Білики.
Сільраді були підпорядковані населені пункти:
- c. Білики
- с. Лещенки
- с. Марченки
- с. Милашенкове